# Enrique Pereira
Enrique Pereira Kliche (* 1. Dezember 1909 in Montevideo; † 10. März 1983 ebenda) war ein uruguayischer Wasserballspieler. 
Pereira trat mit dem uruguayischen Wasserballteam als Teil der uruguayischen Olympiamannschaft bei den Olympischen Sommerspielen 1936 in Berlin an. Die Uruguayer beendeten den olympischen Wasserballwettbewerb auf dem 13. Platz. Er gehörte auch dem uruguayischen Aufgebot bei den Olympischen Sommerspielen 1948 in London an. Bei den Spielen in England war er ebenfalls Mitglied der Wasserballmannschaft und belegte mit dem Team erneut den 13. Platz im von Italien gewonnenen olympischen Turnier.